# Аль-Андалус

Андалусія в 735 році.

Андалу́сія (араб. الأندلس, al-ʼAndalus, аль-Андалус; бербер. Andalus) — у 711—1492 роках арабська назва Піренейського півострова. У вузькому значенні — територія півострова, яку контролювали мусульмани (маври) після його завоювання та знищення християнського Вестготського королівства. Відповідає території сучасної Португалії та більшій частині Іспанії. Інші назви — мусульманська Іспанія, мусульманська Андалусія, ісламська Іберія тощо.

## Назва
Інколи назва Аль-Андалус вживається на позначення всіх держав регіону, незалежно від їхньої релігійно-політичної належності. Етимологічно не цілком надійно пов'язується з назвою народу вандалів, які колись мешкали на цій території. Від слова «Аль-Андалус» походить назва іспанського регіону Андалусії (Андалузії).

## Історія
Після вторгнення арабів та берберів на Іберійський півострів і падіння Вестготського королівства, Аль-Андалус став частиною Арабського халіфату. На чолі провінції стояв валі, першим призначено Мусу ібн Нусайра. З 756 року утворено самостійну державу — спочатку Кордовський емірат, потім Кордовський халіфат з центром у Кордові. У 1031 році халіфат розпався на кілька дрібних держав — тайф.
З посиленням християнських королівств на півночі півострова назва Аль-Андалус щораз дедалі застосовується до території, контрольованої мусульманами, яка постійно зменшується.
Взяття Гранади військами католицьких королів 1492 року стало кінцем історії останньої ісламської держави на півострові.

## Регіони

Регіони Кордовського халіфату (1000 р.)

- Нижня марка (аль-Тагр аль-Адна)
- Захід (аль-Гарб)

## Суспільство
Мусульмани — панівна верства
- Араби, бербери — завойовники-мусульмани
- Мувалади — ісламізовані місцеві мешканці, колишні християни.

Немусульмани — сплачували податок джизію
- Мосараби — арабізовані християни.
- Юдеї

## Культура

### Релігія
- Іслам (Ісламська філософія); Християнство; Юдаїзм (Золота доба євреїв в Іспанії)

### Мистецтво
- Мавританська архітектура (Мукарна): Альгамбра, Кордовська мечеть, Хіральда, Вежа Калаорра (Кордоба), Севільський Алькасар

### Наука
- Агрономія: ібн аль-Аввам (Ісламська аграрна революція; Кяриз)
- Астрономія: ібн Туфайл, Аверроес, Нуррадін аль-Бітруджі
- Медицина: ібн аль-Байтар, Абу аль Касім аль-Захраві, ібн Зухр

### Монографії
- Bossong, G. Der Name Al-Andalus: Neue Überlegungen zu einem alten Problem // Sounds and Systems: Studies in Structure and Change. A Festschrift for Theo Vennemann, eds. David Restle & Dietmar Zaefferer. Berlin: Mouton de Gruyter, 2002, pp. 149–164.
- Calderwood, E. Colonial al-Andalus: Spain and the making of modern Moroccan culture. Harvard University Press, 2018.
- Collins, R. The Arab Conquest of Spain, 710–797. Oxford: Blackwell, 1989.
- Dodds, J.D. Al-Andalus: the art of Islamic Spain. New York: The Metropolitan Museum of Art, 1992.
- Fernandez-Morera, D. The Myth of the Andalusian Paradise: Muslims, Christians, and Jews under Islamic Rule in Medieval Spain. NY: Intercollegiate Studies Institute, 2016.
- Jayyusi, S.K. The Legacy of Muslim Spain: in 2 v. Leiden–NY–Cologne: Brill, 1992.
- Kennedy, H. Muslim Spain and Portugal: A Political History of al-Andalus. Longman, 1996.
- Lafuente y Alcántara, Emilio, trans. 1867. Ajbar Machmua (colección de tradiciones): crónica anónima del siglo XI, dada a luz por primera vez, traducida y anotada. Madrid: Real Academia de la Historia y Geografía. In Spanish and Arabic. Also available in the public domain online, see External Links.
- Marcus, Ivan G., "Beyond the Sephardic mystique", Orim, vol. 1 (1985): 35–53.
- Menocal, Maria Rosa. 2002. Ornament of the World: How Muslims, Jews, and Christians Created a Culture of Tolerance in Medieval Spain. Boston: Little, Brown and Company; London: Back Bay Books.
- Monroe, James T. 1970. Islam and the Arabs in Spanish scholarship: (Sixteenth century to the present). Leiden: Brill.
- Monroe, James T. 1974. Hispano-Arabic Poetry: A Student Anthology. Berkeley, Cal.: University of California Press.
- Netanyahu, Benzion. 1995. The Origins Of The Inquisition in Fifteenth Century Spain. NY: Random House
- O'Callaghan, Joseph F. 1975. A History of Medieval Spain. Ithaca, NY: Cornell University Press.
- Omaar, Rageh. 2005. An Islamic History of Europe. video documentary, BBC 4, August 2005.
- Reilly, Bernard F. 1993. The Medieval Spains. Cambridge: Cambridge University Press.
- Roth, Norman. 1994. Jews, Visigoths and Muslims in Medieval Spain: Cooperation and Conflict. Leiden: Brill.
- Sanchez-Albornoz, Claudio. 1974. El Islam de España y el Occidente. Madrid: Espasa-Calpe. Colección Austral; 1560. [Originally published in 1965 in the conference proceedings, L'occidente e l'islam nell'alto medioevo: 2-8 aprile 1964, 2 vols. Spoleto: Centro Italiano di studi sull'Alto Medioevo. Series: Settimane di studio del Centro Italiano di studi sull'Alto Medioevo; 12. Vol. 1:149–308.]
- Schorsch, Ismar, 1989. "The myth of Sephardic supremacy", The Leo Baeck Institute Yearbook 34 (1989): 47–66.
- Stavans, Ilan. 2003. The Scroll and the Cross: 1,000 Years of Jewish-Hispanic Literature. London: Routledge.
- The Art of medieval Spain, A.D. 500–1200. New York: The Metropolitan Museum of Art. 1993.
- The Formation of Al-Andalus, vol. 1: History and Society. ed. by Marín, M. Aldershot: Ashgate, 1998.
- Wine, Women, and Song: Hebrew and Arabic Literature in Medieval Iberia. eds. Hamilton, M., Sarah J., David A. Newark, Del.: Juan de la Cuesta Hispanic Monographs, 2004.

### Статті
- Halm, H. Al-Andalus und Gothica Sors // Der Islam 1989, № 66, p. 252–263.

### Довідники
- Medieval Iberia: An Encyclopedia. ed. by Gerli, E. Michael. NY: Routledge, 2003.